# Анненка (городской округ Клин)
Анненка — деревня в городском округе Клин Московской области в составе Воронинского сельского поселения. Население — 5 чел. (2010). До 2006 года Анненка входила в состав Воронинского сельского округа.
Деревня расположена в северной части района, примерно в 18 км к северо-востоку от райцентра Клин, высота центра над уровнем моря 155 м. Ближайшие населённые пункты — Петровка на востоке, Доршево на юге и Новая на западе.

## Население
| 2002 | 2006 | 2010 |
| ---- | ---- | ---- |
| 6    | ↘5   | →5   |